# Никоновщина
Никоновщина — деревня в Алёховщинском сельском поселении Лодейнопольского района Ленинградской области.

## История

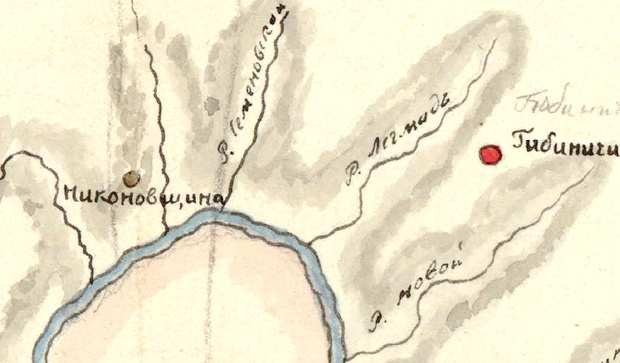
Деревня Никоновщина на плане западной части Лодейнопольского уезда 1818 года

НИКОНОВЩИНА — деревня близ реки Ояти, при ключах, число дворов — 8, число жителей: 27 м. п., 26 ж. п.; Часовня православная. (1879 год)

НИКОНОВЩИНА — деревня при реке Ояти, население крестьянское: домов — 15, семей — 15, мужчин — 50, женщин — 52, всего — 102; лошадей — 17, коров — 32, прочего — 46. 

НИКОНОВЩИНА ЗАРУЧЕЙНАЯ — деревня при реке Ояти, население крестьянское: домов — 2, семей — 2, мужчин — 8, женщин — 12, всего — 20; лошадей — 1, коров — 2, прочего — 2. (1905 год)

В конце XIX — начале XX века деревня административно относилась к Шапшинской волости 1-го стана Лодейнопольского уезда Олонецкой губернии.
С 1917 по 1919 год деревня входила в состав Заостровской волости Лодейнопольского уезда.
С 1919 года в составе Никоновского сельсовета Шапшинской волости.
С 1922 года в составе Ленинградской губернии.
С августа 1927 года в составе Оятского района.
С 1928 года в составе Имоченского сельсовета Лодейнопольского района.
Согласно карте Ленинградской области Северо-западного аэрогеодезического треста ГГУ издания 1932 года деревня насчитывала 12 крестьянских дворов.
По данным 1933 года деревня Никоновщина входила в состав Имоченского сельсовета Лодейнопольского района.
Согласно областным административным данным деревня называлась также: Ерпиничи, Захоробье и Кукуй.

Деревня Никоновщина на карте РККА 1940 года

В 1954 году население деревни составляло 267 человек, в 1958 году — 240.
По данным 1966, 1973 и 1990 годов деревня Никоновщина также входила в состав Имоченского сельсовета.
В 1997 году в деревне Никоновщина Имоченской волости проживали 20 человек, в 2002 году — 15 человек (русские — 93 %).
В 2007 году в деревне Никоновщина Алёховщинского СП проживали 17 человек, в 2010 году — 12, в 2014 году — 14 человек.

## География
Деревня расположена в центральной части района на автодороге 41К-134 (Люговичи — Яровщина).
Расстояние до административного центра поселения — 26 км.
Расстояние до ближайшей железнодорожной станции Лодейное Поле — 29 км.
Деревня находится близ правого берега реки Оять.

## Демография
| 1879 | 1905 | 1954 | 1958 | 1997 | 2007 | 2010 |
| ---- | ---- | ---- | ---- | ---- | ---- | ---- |
| 53   | ↗122 | ↗267 | ↘240 | ↘20  | ↘17  | ↘12  |
| 2014 | 2015 | 2016 | 2017 |      |      |      |
| ↗14  | →14  | ↗15  | →15  |      |      |      |

### Национальный состав
Согласно данным Всероссийской переписи населения 2021 года в деревне проживали 9 человек, все русские.

## Инфраструктура
На 1 января 2014 года в деревне было зарегистрировано: хозяйств — 8, частных жилых домов — 45
На 1 января 2015 года в деревне было зарегистрировано: хозяйств — 7, жителей — 14.